# Arfi
Arfi (en francès Arphy) és un municipi francès situat al departament del Gard i a la regió d'Occitània.